# Ветшно (Підкарпатське воєводство)
Ветшно (пол. Wietrzno) — село в Польщі, у гміні Дукля Кросненського повіту Підкарпатського воєводства.
Населення — 829 осіб (2011).
У 1975—1998 роках село належало до Кросненського воєводства.

## Демографія
Демографічна структура станом на 31 березня 2011 року:
|          | Загалом | Допрацездатний вік | Працездатний вік | Постпрацездатний вік |
| -------- | ------- | ------------------ | ---------------- | -------------------- |
| Чоловіки | 417     | 91                 | 287              | 39                   |
| Жінки    | 412     | 77                 | 236              | 99                   |
| Разом    | 829     | 168                | 523              | 138                  |